# Coxsone Dodd
Clement Seymour „Sir Coxsone” Dodd (Jamaica, Kingston, 1932. január 26. –  2004. május 5.) jamaicai lemezproducer; nagy hatása volt a ska és a reggae műfajokra az 1950-es-'60-as években és utána is. Egyesek szerint a reggae-zene legjelentősebb alakja. A „Coxsone”  becenevét az iskolában kapta, mert fiatalon tehetséges krikettjátékos volt, és barátai  Alec Coxonhoz hasonlították, aki az 1940-es években a Yorkshire County Cricket Club játékosa volt.